# Absolut tryck
Absolut tryck eller absoluttryck är det tryck som utgår från absolut vakuum, vilket är noll på skalan. Ett absolut tryck kan därmed aldrig vara negativt. Absolut tryck skrivs vanligen ut som pabs eller pa.
Konstruktioner och ritningar kan ange absoluttryck, men detta är praktiskt svårt att mäta då de flesta tryckmätare mäter tryck (över- eller undertryck) relativt omgivande atmosfärstryck, som vid havsvattenytan är cirka 1 bar (a).
Påkänningarna i ett trycksatt system bestäms av det relativa trycket (över- eller undertryck), medan egenskaper hos gaser och vätskor (kokpunkt, densitet, entalpi med mera) bestäms av det absoluta trycket. För att undvika missförstånd är det därför viktigt att alltid vara tydlig med om man avser över- eller absoluttryck.

## Exempel
En tryckmätare för lufttryck i däck anger ett tryck på 2 kgf/cm2 ≈ 2 bar = 200 kPa. En sådan mätare anger trycket relativt omgivande atmosfärstryck, som vid havsytan är cirka 1 bar = 100 kPa. Det absoluta trycket inuti däcket är därför 2 + 1 = 3 bar,a medan det relativa trycket är 2 bar,ö.
Om mätningen upprepas på en höjd av 2 000 meter där det omgivande trycket är cirka 0,8 bar,a kommer tryckmätaren att visa 3 - 0,8 = 2,2 bar,ö. 